# 亲爱的活祖宗
《亲爱的活祖宗》，2018年中国偶像剧。本剧改编自网络作家雪影霜魂的小说《我的活祖宗》，由陈哲远、董晴领衔主演，爱奇艺于2018年6月13日首播。

## 播出时间
| 频道                | 所在地          | 播映日期      | 播出时间                                         | 备注 |
| ------------------- | --------------- | ------------- | ------------------------------------------------ | ---- |
| 爱奇艺 愛奇藝台灣站 | 中国大陆 · 臺灣 | 2018年6月13日 | 每周三、周四 20：00免费各更新两集，VIP会员抢先看 |      |

## 劇情介紹
讲述了沉睡千年的少将军甄骏（陈哲远饰演），醒来时已从东汉末年来到现代，遇到了家族后人甄可意（董晴饰演），开启了令人啼笑皆非的“同居日常”，由此展开了一段幽默爆笑、甜蜜浪漫感人的爱情故事。

## 演员列表

### 主要演员
| 演員   | 角色        | 介紹 |
| 陈哲远 | 甄骏        | 甄像的弟弟(无血缘关系)， 甄宓的姪子， 沉睡千年的少年将军，醒来已从汉末来到现代，一千八百岁的活祖宗， 个性率真可爱，被甄可意收留。 |
| 董晴   | 甄可意 甄像 | 甄可意： 甄像的后代子孙，长相极似甄像， 在无极网上班当实习记者，喜好中性装扮，外表坚强内心敏感的女汉子， 与甄骏同居中，虽然代沟横竖，为他操碎了心，但也渐渐产生不一样的情愫。 甄像： 被甄家收养，甄骏的哥哥(无血缘关系)，甄宓的姪子。 |

### 其他演员
| 演員   | 角色        | 介紹 |
| 戴向宇 | 司洛 因菲洛 | 高冷霸道的外星人， 现名叫「司洛」，是无极网的董事长； 原来他也是活了千年，在古代名叫「因菲洛」， 因为爱慕甄宓，受甄宓所托，救下了堕崖的甄骏而加以救治； 是男女主角之间的爱情神助手与催化剂。                                                   |
| 王汀   | 孟翩然 甄宓 | 孟翩然： 孟烨然的妹妹，是无极网聪明干练霸道的女总裁，被称为「职场容嬷嬷」，总是替惹祸的哥哥收拾善后。 甄宓： 甄骏甄像的姑姑，为了家族，嫁给了曹丕，后成为倾国天下的传奇皇后。                                                                  |
| 陶思源 | 孟烨然      | 孟翩然的哥哥，无极网的人气主播，是个不择不扣的花花公子，外表风流倜傥，经常给人留下「浮夸喧嚣」的搞笑印象，但本质却善良温暖，愿意善待帮助他人，年逾三十却依旧是大孩子心性，也是个略带点真性情的小男人。总是与杜莎嘉拌嘴。后成为杜莎嘉的男朋友。 |
| 李彩华 | 吴倾        | 孟烨然前女友，可以为了他而伤害他人。 |
| 仇佩佩 | 程菲菲      | 甄可意的闺蜜，性格活泼可爱，有情有义，同时还是个大大咧咧的花痴女子，在剧中常调戏甄骏。 |
| 王永峰 | 曹丕        | 一个心狠又温柔，沉默又昂扬的一代帝王。 |
| 李艾瑾 | 白洁        | 偏执疯狂的记者，在无极网上班。 |
| 张棠   | 杜莎嘉      | 千金小姐，原是孟烨然的粉丝，后脱粉转喜欢甄骏，总是与孟烨然拌嘴。后成为孟烨然的女朋友。 |

## 电视剧原声带
| 曲序 | 曲目                 |        | 作曲   | 演唱   |
| ---- | -------------------- | ------ | ------ | ------ |
| 1.   | 如果你能懂（片尾曲） | 王梓赫 | 王梓赫 | 朱星杰 |